# Ань Яньфэн
Ань Яньфэн (кит. упр. 安艳凤, пиньинь Ān Yànfèng; род. 1 сентября 1963) — китайская шахматистка, международный мастер (1982) среди женщин.
В составе сборной Китая участница четырёх Олимпиад (1980—1986).

## Изменения рейтинга
| Графики недоступны из-за технических проблем. См. информацию на Фабрикаторе и на mediawiki.org. |